# Ратушная площадь (Рига)
Ра́тушная площадь (латыш. Rātslaukums) — одна из центральных площадей города Риги, расположенная в Старом городе. Считается старейшим культурно-репрезентативным центром Риги, выполняет рекреационные функции.

## История
Изначально на месте современной Ратушной площади находился городской рынок, куда приезжие купцы свозили товары. Таким образом, сама площадь на протяжении всего XIII века была известна под названием Рыночной. В 1211 году город на раннем этапе своего существования подвергся некоторому расширению, что повлекло за собой освобождение нового участка территории. Во второй половине тринадцатого века произошло окончательное формирование рижского рыночного комплекса, а площадь начала отсчёт своей истории, однако, пока что в статусе «доратушной». Тогда же последовал запрет градоначальников на реализацию рыбной продукции на торговой площади, поскольку та источала чересчур неприятный запах для носов средневековых бюргеров. Именно поэтому рыбные прилавки пришлось отправить за пределы маленькой крепостной стены, обрамлявшей площадь, на специально отведённую для этого улицу, которая получила логичное наименование Сельдяной, и в средневековой Риге была известна как Herringstrasse. По прошествии некоторого времени богатые немецкие домовладельцы выкупили незастроенные участки территории на месте бывших рыбных ларьков, на которых инициировали активное строительство жилых домов, что несколько видоизменило название улицы. Итак, после появления объектов недвижимости, принадлежавшим богатым бюргерам (бедные бы однозначно не селились в непосредственной близости от Ратшуной площади), улица сменила своё «рыбное» название на «человеческое», став Господской улицей (нем. Herrenstrasse).
Впервые Дом Черноголовых упоминается на городской рыночной площади в 1334 году, что свидетельствует об изменении её статуса. Однако в этот период название «Дом Черноголовых» ещё не существовало, а здание по решению селившихся в нём торговцев-мореплавателей именовалось Новым Домом, поскольку оно было воздвигнуто для нужд членов купеческой гильдии. Предыдущая гильдия купцов была разрушена до основания воинством Эберхардта фон Монгейма, вторгшемся в Ригу в начале 1330 года в ходе длительной военной кампании, начатой с целью возвращения Риги и ливонских земель под феодальную юрисдикцию Ливонского ордена. В это же время была построена вторая рижская ратуша, а площадь достигла в своих размерах 1,5 гектара. Она примыкала к упомянутой выше Сельдяной улице, улице Богачей (platea divituum), а также к улице Дев, а с другой стороны она выводила на набережную Даугавы, которая была защищена крепостной стеной. Помимо мясных и хлебных лавок, а также мастерских ремесленников, которые продолжали располагаться на площади даже после строительства Ратуши, площадь сохранила функции общественного центра. На протяжении всего периода средневековья на площади проходили карнавальные шествия, гвардейские смотры, городские состязания на звание лучшего защитника города (см. Праздник Майского графа), доминиканцы разыгрывали мистерии на трёхъярусных подмостках, а также все городские праздничные мероприятия.
Тем не менее территория Ратушной площади постепенно сужалась. Этот процесс проходил даже несмотря на то, что ратушный рынок постепенно сместился на набережную Даугавы: окончательная ликвидация рыночных прилавков состоялась в 1571 году. Там содержать рынок было гораздо удобнее, поскольку недалеко от современного Каменного моста располагалась главная городская гавань. Вместо торговых лавок началось строительство капитальных одно- или двухэтажных жилых домов с магазинами на первом этаже. В связи с работами по расширению Ратуши в конце XVI века и её перестройки в стиле маньеризма, Ратушная площадь ещё потеряла в размерах.

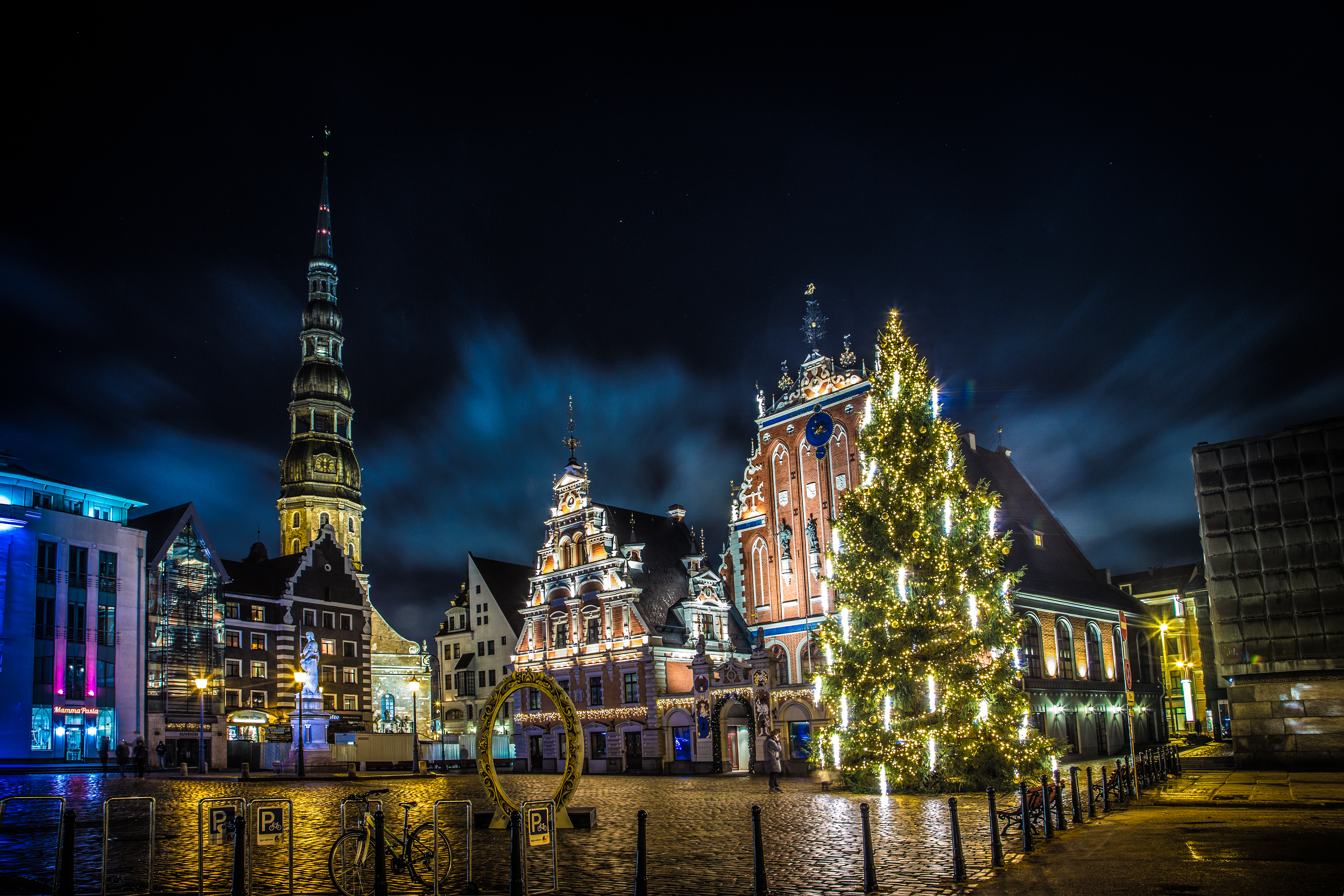
Ратушная площадь вечером в канун Рождества и Нового года

## Объекты

### Важня
В начале XIX века было решено установить важню — универсальную весовую палату для взвешивания поступавших в Ригу товаров. Важня — название помещения с торговыми весами для взвешивания товаров. На картине К. Т. Фехельма (ок. 1816 года) важня изображена в центре. Важня представляла собой помещение с большими торговыми весами, на которых взвешивались товары, прибывающие или отправляемые по морскому (речному) торговому пути или же по Большой песчаной дороге, которая вела в Псков.
Рижские весовые законы были приняты в 1690 и 1765 году; в соответствии с этими законами предполагалось, что взвешивание товаров осуществляло 6 или 7 весовщиков. Весы традиционно находились в собственности города; налоговый сбор шёл в казну магистрата. Весовщиками были преимущественно представители ненемецких цехов (латыши). Все взвешенные товары регистрировались двумя весовщиками-учётчиками, которые взимали пошлину (весовые деньги) с купцов. После прохождения процедуры взвешивания лигеры перевозили товар и размещали его на городских складах, в том числе в Ластадии. Работы по упаковке, хранении и взвешивании товаров, предназначенных на экспорт, в XVIII—XIX вв. проводили соответствующие должностные лица и вспомогательные торговые службы. Долгое время, вплоть до второй четверти XIX века между торговцами и официальными чиновниками городского совета проходила острая борьба за отмену многоразового взвешивания различных товаров на Важне, за которое нужно было платить пошлину. В частности, против взвешивания товаров и обложения такого взвешивания двукратной пошлиной регулярно выступали русские «гости». На Важне необходимо было также осуществлять многоразовое просеивание и измерение зерновых и других сыпучих товаров, что доставляло неудобства торговцам и задерживало доставку товаров.

### Статуя Роланда
В центре площади традиционно возвышалась статуя Роланда, который являлся эмблемой экономически и политически независимого города с развитой судебной системой и свободным рынком; последняя оригинальная статуя была установлена в 1896 году при большом стечении народа. Её авторами были известные в Лифляндии остзейцы: архитектор и проектировщик, теоретик зодчества Вильгельм Нейман и скульптор Август Фольц, впервые поставивший скульптурный бизнес на прочную основу (точнее сказать, на конвейер). В настоящее время гранитная статуя последнего рижского Роланда хранится в музейной экспозиции церкви Святого Петра. На площади же установлена копия, выполненная к 2005 году.

### Другие здания
К этому времени площадь сохранила за собой причудливую трапециевидную форму, её площадь сократилась до 0,5 гектара, на фоне трёх-четырёхэтажных домов, которые вмещали в себя всевозможные торговые конторы, финансовые, кредитные, благотворительные и купеческие общества и объединения, магазины и частные учреждения, в качестве доминант выделялись Дом Черноголовых и Ратуша, увенчанная новой башней. Определённую роль в градостроительном ансамбле Ратушной площади играет и шпиль церкви Святого Петра.

## Уничтожение ансамбля

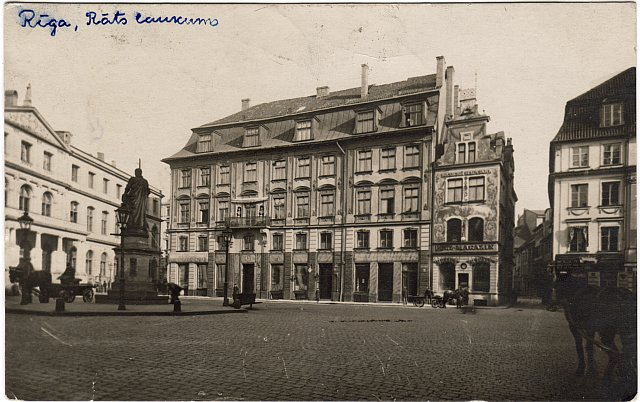
Дом Камариных

Практически полностью вся богатая застройка Ратушной площади погибла в результате первого артиллерийского обстрела, проведённого нацистскими вооружёнными формированиями, подошедшими со стороны Задвинья и расположившиеся временным штабом на левом берегу Даугавы в районе современного отеля «Даугава» (см. Оборона Риги). 29 июня 1941 года по рижскому Штабу противовоздушной обороны (обзорная площадка церкви Святого Петра) по спонтанному решению командования частями вермахта был нанесён бомбовый удар, в результате которого башня была разрушена, а пожар охватил здания Ратуши, Дома Черноголовых, здания русского купеческого общества «Ресурс», торговый дом семьи Кузнецовых, торговый дом фон Якка, верхнюю «надземную» пристройку к городскому винному погребу, Дом Камариных и другие здания. Некоторые из них были восстановлены на рубеже XX—XXI веков, некоторые безвозвратно канули в историю (в частности, кузнецовка Старого города, резиденция общества «Ресурс», дом Камариных).

## Советский и современный периоды

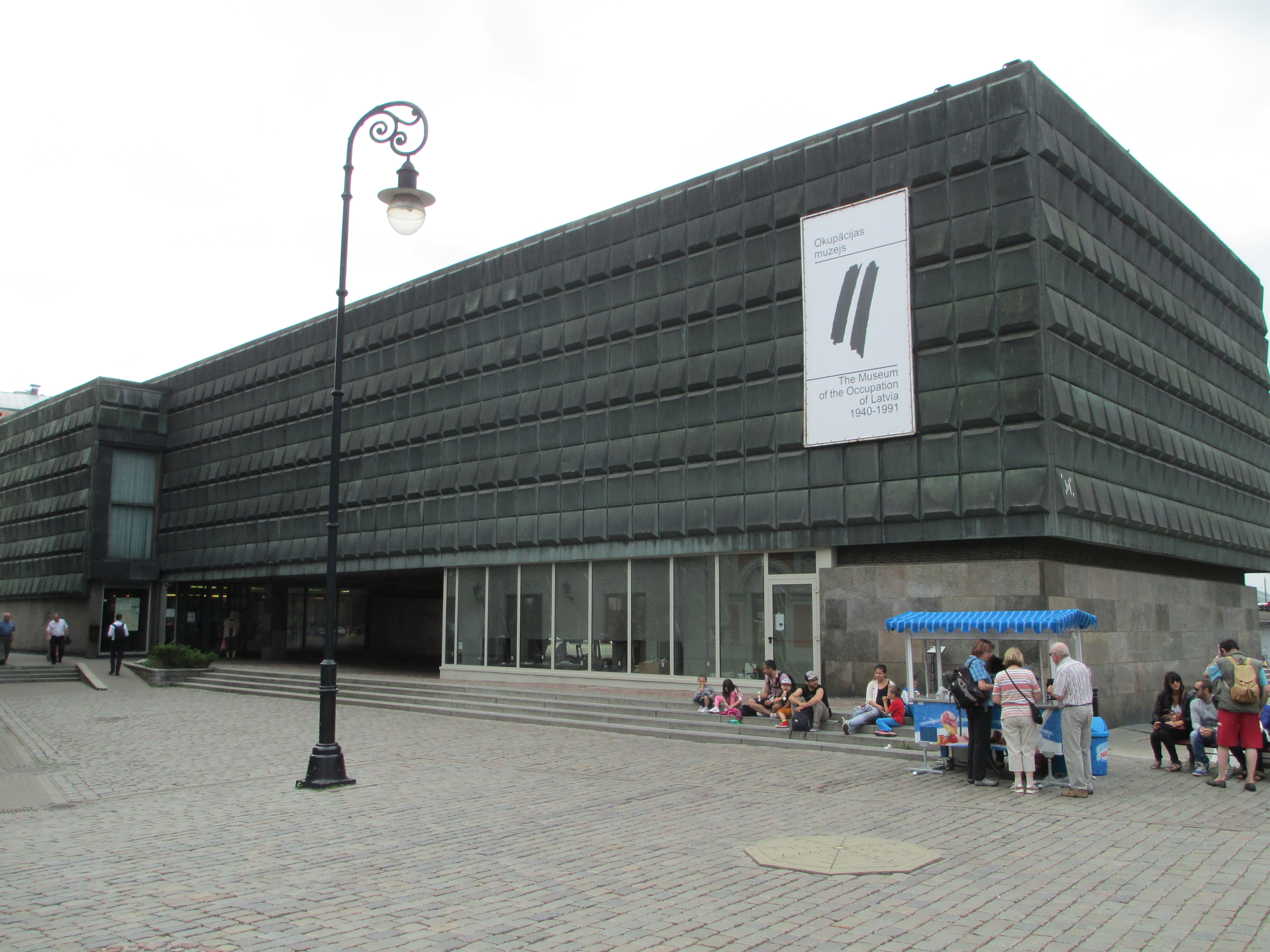
Музей оккупации Латвии

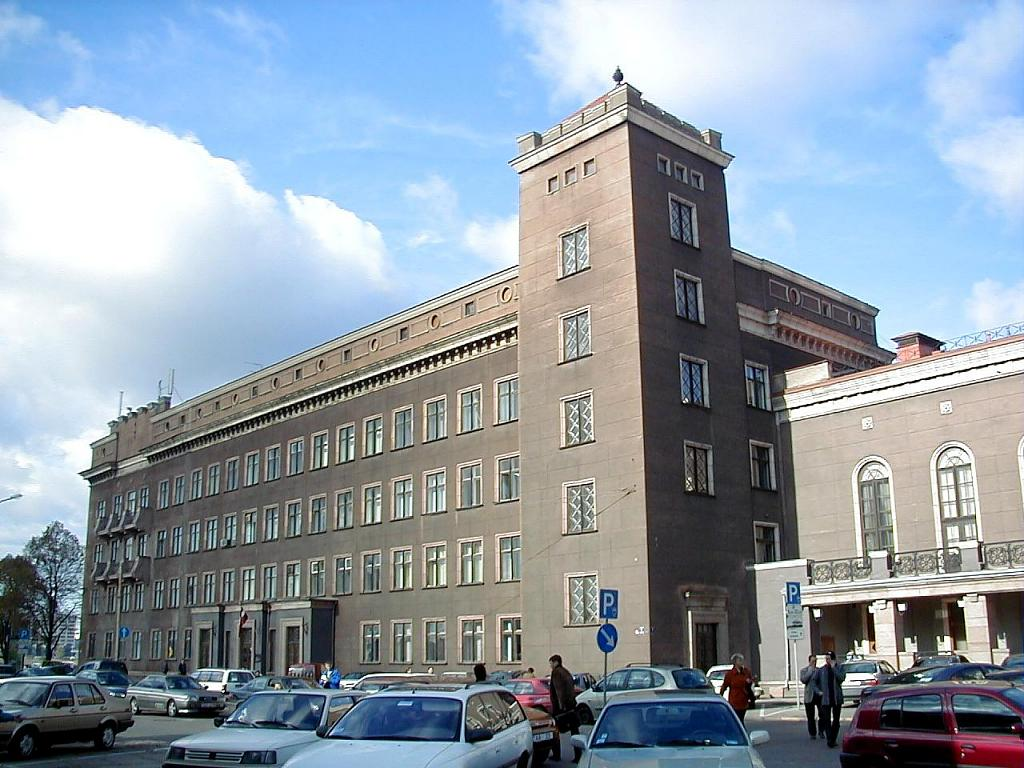
Рижский технический университет

В советское время Ратушная площадь не вычленялась как отдельный архитектонический элемент из градостроительного ансамбля Старой Риги со стороны набережной Даугавы; на первый план выходила площадь Латышских Красных Стрелков. Её ансамбль формировали уже новые здания: главный административный корпус Рижского политехнического института, появившийся в середине 1950-х, а также мемориальный музей Латышских красных стрелков, построенный к началу 70-х.
К моменту наступления XXI века был восстановлен Дом Черноголовых, чуть позже появилась Ратуша, ещё позже своё историческое место заняла копия статуи Роланда. В современной Риге Ратушная площадь несёт в себе большой рекреационный потенциал, это — одно из центральных мест проведения важных праздничных мероприятий и церемоний встреч высокопоставленных гостей.

## Увековечение в живописи
Довольно известна картина, созданная прибалтийско-немецким живописцем и графиком Карлом Трауготтом Феххельмом (1748—1819), на которой изображён архитектурный ансамбль Ратушной площади в современный художнику период. Она носит авторское название «Рижская Ратушная площадь» и датируется 1810-ми годами. На ней отчётливо видна старая городская Ратуша (ещё до перестройки под руководством Иоганна Фельско), посередине стоит Дом Камариных, который изначально был отстроен строительным мастером Кристофом Хаберландом для городского головы Холландера. Справа — оригинальный Дом Черноголовых.